# Somó

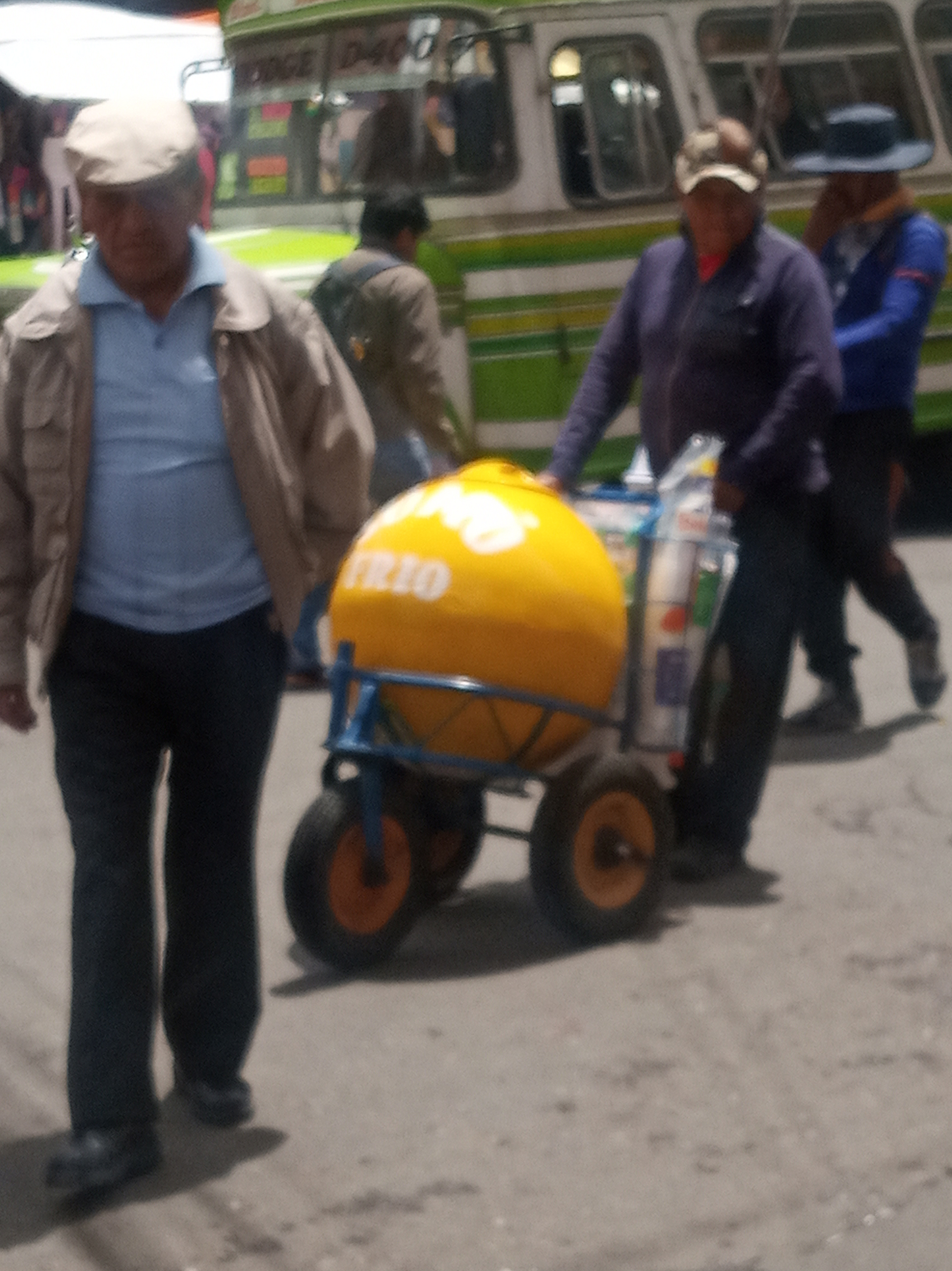
Carrito de venta de Somó en la ciudad de El Alto.

El somó es una bebida refrescante de Bolivia, típica de la región oriental del país. Es consumido normalmente frío, por el clima tropical.

## Características
El somó es una bebida preparada a base de maíz frangollo, una variedad de maíz boliviano, harina de maíz, canela y azúcar. Bebida muy popular porque no solo es refrescante, sino también ayuda a saciar la sed. Es muy popular en la ciudad de Santa Cruz y en todo el oriente y el sur de Bolivia, donde se comercializa en coches ambulantes acompañado con hielo, y en algunas reposterías especializadas en gastronomía local. Los comercializadores de esta bebida suelen recibir el nombre de somoceros. Existen variaciones regionales de la bebida como el somó warneño, que vendría siendo la variedad preparada en Warnes.